# Atherton Collieries FC
Atherton Collieries FC är en engelsk fotbollsklubb i Atherton, grundad 1916. Klubbens smeknamn är The Colls.
Klubben spelar i Northern Premier League Premier Division.